# Diana Amft
Diana Amft (Gütersloh, 7 novembre 1975) è un'attrice tedesca.

## Biografia
Ha prestato il suo volto in numerose serie TV, in particolare di produzione tedesca, ma distribuiti in tutto il mondo, quali Il commissario Zorn, Un caso per due, Squadra Speciale Cobra 11, Soko 5113, SOKO - Misteri tra le montagne, Maja (con un ruolo di rilievo era la protagonista Maja), Doctor's Diary - Gli uomini sono la migliore medicina (dove ha interpretato la dottoressa Haase) e Josy Klick serie di due stagioni (2014-2015) nella quale ha ricoperto il ruolo di commissario di polizia.

## Filmografia

### Cinema
- Ragazze pom pom al top (Mädchen, Mädchen), regia di Dennis Gansel (2001)
- Porky College: un duro per amico (Knallharte Jungs), regia di Granz Henman (2002)
- Ganz und gar, regia di Marco Kreuzpaintner (2003)
- Mädchen Mädchen 2, regia di Peter Gersina (2004)
- Teufelskicker, regia di Granz Henman (2010)
- Un padre di troppo (Frisch gepresst), regia di Christine Hartmann (2012)
- Im weißen Rössl - Wehe Du singst!, regia di Christian Theede (2013)
- Sorelle vampiro 2 - Pipistrelli nello stomaco (Die Vampirschwestern 2), regia di Wolfgang Groos (2014)
- Sorelle vampiro 3 - Ritorno in Transilvania (Die Vampirschwestern 3 - Reise nach Transsilvanien), regia di Tim Trachte (2016)
- Der Junge muss an die frische Luft, regia di Caroline Link (2018)
- Hard Feelings (Hammerharte Jungs), regia di Granz Henman (2023)

### Televisione
- Il commissario Zorn (Der Ermittler) - serie TV
- Un caso per due - serie TV
- Squadra Speciale Cobra 11 - serie TV
- Soko 5113 - serie TV
- SOKO - Misteri tra le montagne (SOKO Kitzbühel) - serie TV
- Maja - serie TV
- Doctor's Diary - Gli uomini sono la migliore medicina (Doctor's Diary - Männer sind die beste Medizin) - serie TV
- Josy Klick (Josephine Klick - Allein unter Cops) - serie TV